# آلینگاویر
الینگاویر (به هلندی: Allingawier) یک منطقهٔ مسکونی در هلند است که در فریسلاند واقع شده‌است.

## خصوصیات
الینگاویر c٫۶۰ نفر جمعیت دارد.